# Йоан Лича
Йоан Лича или Личя (на румънски: Ioan Licea) е арумънски и румънски фолклорист, писател и преводач.

## Биография
Лича е роден в 1883 година във влашкото битолско село Магарево, тогава в Османската империя, днес в Северна Македония. Учи в Румънския лицей в Битоля от 1894 и го завършва в 1902 г. Учи румънски език и литература и славистика в Букурещкия университет (1906 – 1910). Специализира в Русия (1910 – 1911), Полша (1925 – 1926) и Франция (1927). От 1909 до 1913 година работи в Библиотеката на Филологическия и философски факултет в Букурещ. Преподава в Силистра (1914 – 1918), Питещ (1918 – 1919, 1920 – 1922), Турну-Северин (1919 – 1920), Кълъраш (1922 – 1923), Чернауци (1923 – 1928). Преподавател е по румънски и руски в лицея „Василе Александри“ в Галац (1928 – 1943, 1946 – 1947), където се пенсионира.
Превежда много от руските класически автори – Толстой, Достоевски, Тургенев, Пушкин, Чехов и други. Дебютира като писател в 1905 година в букурещкия вестник „Кроника“. Пише в „Годишник на реална гимназия №2“ (Чернауци), „Кроника“, „Молдова де Жос“, „Ревиста Времии“,
„Оризонтури“, „Фръцилия“, „Изворашул“ и други.